# Disternopsis pentheoides
Disternopsis pentheoides là một loài bọ cánh cứng trong họ Cerambycidae.